# 田中優紀
田中 優紀（たなか ゆうき、1994年12月4日 - ）は日本のモデル。東京都出身。